# 당장경 천도
당장경 천도(唐莊京遷都)는 단군의 네 아들이 고조선의 도읍지를 평양성에서 당장경으로 옮긴 것에 대한 설화이다. 조선 명종 때 조여적이 편찬한 《청학집》에 실린 내용으로서, 도교적 시각에서 전승 설화를 정리한 것이다.
이 설화에 따르면, 단군에게는 네 아들이 있었는데, 이름이 부루, 부여(夫餘), 부우(夫虞), 부소(夫蘇)로서 각기 뛰어난 재주와 능력을 가지고 있었다고 한다. 장남인 부루는 하나라의 우 임금이 도산에서 제후들을 소집했을 때 알현하러 갔고, 부여(夫餘)는 '구이설유의 난'이 일어나자 평정하였으며, 부우(夫虞)는 나라에 질병이 돌면 의약을 마련하여 백성들을 구제하였고, 부소(夫蘇)는 산에 맹수가 들끓었을 때 사냥을 하여 퇴치하였다고 한다.
요 임금 때 황하가 범람하여 큰 홍수가 났으나 치수 사업에 실패하였고, 우 임금 때 다시 황하의 치수를 하였는데, 큰 홍수가 일어나 중국 산동성에 있는 등주(登州)와 내주(萊州)의 바다와 대동강이 넘쳐 고조선의 도읍지인 평양성이 물에 잠기게 되었다. 이에 단군의 네 아들은 황해도 구월산에 올라가 사방을 둘러본 후, 가장 적당한 곳을 택하여 도읍을 옮겼는데, 그곳의 원래 지명인 당장리(唐莊里)라는 이름을 고쳐서 당장경이라고 불렀다고 한다.